# استورجن (پنسیلوانیا)
استورجن (به انگلیسی: Sturgeon) یک منطقهٔ مسکونی در ایالات متحده آمریکا است که در شهرستان الگینی، پنسیلوانیا واقع شده‌است. استورجن ۱٬۷۱۰ نفر جمعیت دارد.